# Neukirchen (Hesja)
Neukirchen – miasto w Niemczech, w kraju związkowym Hesja, w rejencji Kassel, w powiecie Schwalm-Eder.